# Iceta di Leontini
Iceta di Leontini (in greco antico: Ικέτην των Λεοντίνων?, Ikèten tòn Leontìnon; Siracusa, ... – Leontini, 338 a.C.) è stato un politico siceliota, tiranno di Leontini.
Ebbe diversi figli, tra cui Eupolemo. Fu coadiuvato dal valoroso comandante della cavalleria Eutimo.
Iceta appare come un personaggio controverso, anche per il fatto che Plutarco, simpatizzando per Timoleonte, non lo descrive in modo imparziale.

## Biografia
Nel 347 a.C., a Siracusa, Dionisio II riprese il potere. Gli aristocratici e i notabili a lui avversi affidarono a Iceta, signore di Leontini, l'incarico di spodestarlo. Iceta accettò, ufficialmente per liberare i sicelioti, ma in realtà intendeva assumere il comando e sostituirsi al tiranno. Infatti, trattava segretamente con i cartaginesi e quando i siracusani inviarono ambasciatori a Corinto per chiedere soccorso, mandò con loro anche i suoi perché sperava di convincere i greci a desistere.
I greci però decisero di inviare lo stesso un aiuto militare e scelsero Timoleonte come stratega. Per scongiurare l'arrivo in Sicilia di Timoleonte, Iceta inviò una lettera ai corinzi con la quale comunicava che a causa del loro ritardo aveva stretto alleanza con i cartaginesi. Inoltre era inutile oltre che pericoloso mandare un esercito perché i cartaginesi controllavano le rotte di navigazione. Naturalmente questa lettera indignò fortemente i corinzi e sortì l'effetto contrario. Infatti essi contribuirono prontamente alla spesa per armare Timoleonte.
Intanto Iceta sconfisse Dionisio in battaglia e conquistò gran parte della città di Siracusa. Cinse d'assedio l'Ortigia, dove intanto si era rifugiato Dionisio, ordinando ai cartaginesi di impedire lo sbarco di Timoleonte in Sicilia. Lo scopo dell'alleanza con i cartaginesi era infatti quello di spartirsi la Sicilia.
Nel 344 a.C. Timoleonte partì per la Sicilia, facendo tappa a Reggio. Iceta vi spedì i suoi ambasciatori con la flotta cartaginese per invitare Timoleonte a recarsi da solo a Siracusa, rimandando indietro la sua armata, perché la guerra di liberazione dal tiranno era di fatto finita.
Ma quando i corinzi si accorsero che gli ambasciatori erano stati accompagnati dai cartaginesi si adirarono fortemente con Iceta. Sebbene fossero consapevoli che la flotta cartaginese era più numerosa della loro.
Timoleonte con un trucco riuscì a eludere il controllo dei cartaginesi e salpò con tutta la flotta. Andromaco, il signore di Tauromenion (odierna Taormina) lo accolse nella sua città e gli diede la possibilità di usarla come base militare. Questo spaventò parecchio Iceta.
I siracusani disperavano vedendo che i cartaginesi erano padroni del porto. Iceta era padrone di quasi tutta la città, Dionisio era ancora arroccato nell'acropoli e Timoleonte con un piccolo esercito era ospitato dal suo unico alleato, Andromaco. Infatti le altre città siceliote erano riluttanti ad allearsi con Timoleonte avendo avuto esperienze negative di altri condottieri greci che erano arrivati in Sicilia allo scopo di liberarli dalla tirannia ma alla fine avevano mostrato di essere mossi solo da interessi personali. La maggior parte delle città siceliote rispose negativamente alle proposte di alleanza dei corinzi.

### Battaglia di Adranon
Gli abitanti della piccola città di Adranon erano nel dilemma. Una fazione si appellava a Timoleonte, un'altra a Iceta e ai cartaginesi. Fu per questo che ambedue gli strateghi si affrettarono, con il proprio esercito, a occupare la città.
Iceta, a capo di cinquemila uomini, arrivò primo ad Adranon. Timoleonte, che aveva solo millecinquecento soldati, arrivò poco dopo. Seppe che i nemici si stavano accampando e sebbene i suoi soldati fossero stanchi e affamati li incitò all'attacco. I soldati di Iceta furono colti di sorpresa, trecento furono uccisi, almeno il doppio furono presi prigionieri e il campo conquistato.
Nel frattempo un avvenimento miracoloso accadde nel tempio di Adranon. La punta di lancia della divinità si era mossa, il suo viso si era rigato di gocce di sudore e le porte del tempio si erano aperte automaticamente. Questi segni furono interpretati in favore di Timoleonte, per cui gli adraniti aprirono le porte della città e si unirono con lui in alleanza.
Dionisio II appena seppe di questa ignobile sconfitta di Iceta decise di arrendersi ai corinzi e inviò a Timoleonte ambasciatori. Timoleonte inviò due suoi condottieri con quattrocento soldati che di nascosto entrarono nell'acropoli dove trovarono armi e vettovaglie. Inoltre Dionisio gli affidò un esercito di duemila soldati. All'insaputa di Iceta fu imbarcato e consegnato a Timoleonte che lo inviò, in esilio, a Corinto.
Mentre Iceta cingeva d'assedio Siracusa, impedendo che giungessero via mare i rifornimenti, incaricò due mercenari di assassinare Timoleonte che risiedeva ad Adrano, usandola come base per le sue operazioni militari. Tale era la fiducia nei confronti degli adraniti che girava per la città senza scorta. I mercenari arrivarono ad Adrano mentre Timoleonte stava offrendo sacrifici alla divinità nel tempio. Si mimetizzarono tra la gente, con i pugnali sotto le vesti, per compiere il misfatto. Ma uno di loro fu riconosciuto da un adranita, perché gli aveva ucciso il padre a Leontini. Con la spada colpì a morte uno dei due. Il primo fu ricompensato con dieci mine. L'altro mercenario confessò e fu graziato.
In seguito a questi eventi molte città si allearono a Timoleonte, tra cui Catania, che era governata a quel tempo da Mamerco.
Iceta chiese l'aiuto di Magone, stratego dei cartaginesi. Intanto i corinzi che occupavano l'acropoli si trovavano in una situazione di difficoltà perché non avevano viveri a sufficienza e dovevano scontrarsi con i nemici per difendere le mura. Timoleonte quindi li riforniva di vettovaglie via mare con barche da pescatore. Iceta si accorse dei rifornimenti che provenivano da Catania e con Magone decise di conquistarla. Approfittando dell'assenza di Iceta e Magone, Timoleonte inviò a Siracusa una guarnigione che conquistò il luogo chiamato Acradina, la parte più fortificata della città. In seguito a tale evento Iceta e Magone decisero di desistere dalla conquista di Catania.
Nel frattempo i cartaginesi rimasti a Reggio si convinsero che i corinzi non sarebbero più arrivati e andarono via. Mentre questi, da Turi, via terra riuscirono a raggiungere Reggio e da lì furono accolti da Timoleonte che ne approfittò per conquistare Messana. Da Messana si diressero, marciando, a Siracusa. Ciò fece preoccupare Magone.
I mercenari di ambedue gli eserciti quando non si combatteva, essendo greci, solidarizzavano. I mercenari di Timoleonte convinsero quelli di Iceta a difendere la causa dei greci. Questo ingenerò in Magone il sospetto del tradimento per cui decise di andare via dalla Sicilia.
Timoleonte arrivò a Siracusa sguarnita di truppe cartaginesi. Solo Iceta li aspettava a difendere le fortificazioni. Timoleonte lo attaccò da tre punti, mise in fuga Iceta e conquistò la città dove impose la democrazia.

### Battaglia del Crimiso
Nel 339 a.C. i cartaginesi guidati da Amilcare e Asdrubale sbarcarono nuovamente in Sicilia a Lilibeo (nei pressi dell'odierna Marsala) con una grande armata allo scopo di conquistare definitivamente la Sicilia ed espellere tutti i greci. Iceta si riconciliò con Timoleonte e unì il suo esercito a quello dell'ex-rivale e questo ne accrebbe di molto il potenziale (come sostiene Diodoro Siculo). 
Timoleonte con cinquemila soldati si recò presso il fiume Crimiso (l'attuale San Bartolomeo) dove li attaccò favorito da una forte tempesta che appesantiva le armature dei cartaginesi. Furono uccisi diecimila opliti, di cui tremila cartaginesi. Mille mercenari si diedero alla fuga.

### Ultime imprese e la morte
Mamerco e Iceta, ritornati ostili a Timoleonte, chiesero altri aiuti ai cartaginesi che inviarono Giscone con mercenari greci mai prima di allora usati da loro, ritenuti invincibili. Si scontrarono con i mercenari di Timoleonte a Messana e ne uscirono sconfitti.
Iceta, mentre Timoleonte era nei pressi della città di Galaria, saccheggiò Siracusa. Poi lo raggiunse per provocarlo. Timoleonte lo inseguì fino al fiume Damyrian e lo attaccò inferendogli notevoli perdite. Iceta si rifugiò a Leontini.
Nel 338 a.C. Timoleonte invase il territorio di Leontini e catturò Iceta, suo figlio Eupolemo e il valoroso e audace Eutimo, comandante della cavalleria. Furono portati al suo cospetto incatenati. Iceta e il figlio furono condannati a morte per tirannia e tradimento. Eutimo fu condannato a morte solo perché aveva ingiuriato i Corinzi. I siracusani condannarono a morte la moglie e le figlie di Iceta perché lo ritenevano colpevole dell'assassinio della moglie di Dione, Arete, della sorella e del figlio ancora bambino.